# روبرت ميشيل
روبرت ميشيل (بالإنجليزية: Robert Michell)‏ هو دبلوماسي جنوب أفريقي، ولد في 2 سبتمبر 1876 في فنلندا، وتوفي في 22 يناير 1956 في سانتياغو في تشيلي.